# Paleogen
| Paleogen 66 – 23 miljoner år före nutid | Paleogen 66 – 23 miljoner år före nutid | Paleogen 66 – 23 miljoner år före nutid | Paleogen 66 – 23 miljoner år före nutid |
| Period (System)                         | Epok (Serie)                            | Ålder (Etage)                           | Miljoner år sedan                       |
| --------------------------------------- | --------------------------------------- | --------------------------------------- | --------------------------------------- |
| Neogen                                  | Miocen                                  | Aquitaine                               | senare                                  |
| Paleogen                                | Oligocen                                | Chatt                                   | 28–23                                   |
| Paleogen                                | Oligocen                                | Rupel                                   | 34–28                                   |
| Paleogen                                | Eocen                                   | Priabona                                | 38–34                                   |
| Paleogen                                | Eocen                                   | Barton                                  | 41–38                                   |
| Paleogen                                | Eocen                                   | Lutetia                                 | 48–41                                   |
| Paleogen                                | Eocen                                   | Ypres                                   | 56–48                                   |
| Paleogen                                | Paleocen                                | Thanet                                  | 59–56                                   |
| Paleogen                                | Paleocen                                | Själland                                | 62–59                                   |
| Paleogen                                | Paleocen                                | Dan                                     | 66–62                                   |
| Krita                                   | Yngre krita                             | Maastricht                              | tidigare                                |

Paleogen är en geologisk period som sträcker sig mellan 65,5 ± 0,3 och 23,03 ± 0,05 miljoner år sedan. Den utgör den första perioden av eran kenozoikum. Paleogen räknades tidigare som en del av perioden tertiär, som inte längre ingår i den officiella indelningen ratificerad av Internationella stratigrafiska kommissionen, men lager från denna tid kallas fortfarande ofta tertiära.
Paleogen delas upp i de tre epokerna paleocen, eocen, och oligocen.
Startpunkten för paleogen sammanfaller med massutdöendet vid slutet av krittiden, när dinosaurierna (utom fåglarna), och även en mängd andra varelser, dog ut. En följd av detta är att en stor del av paleogen kännetecknas av en snabb diversifiering av däggdjur och fåglar. Paleogen inleds med en fauna av små däggdjur som är svåra att placera in i någon nutida däggdjursordning, men vid slutet av perioden har flertalet moderna ordningar utvecklats.
Tertiära lagerföljder i Sverige är begränsade till paleocen och äldre eocen, då Skåne fortfarande delvis låg under havsytan. Mer omfattande lagerföljder från paleogen finns i ett närliggande sedimentationsbäcken som idag ligger under Nordsjön, Danmark och norra Tyskland.

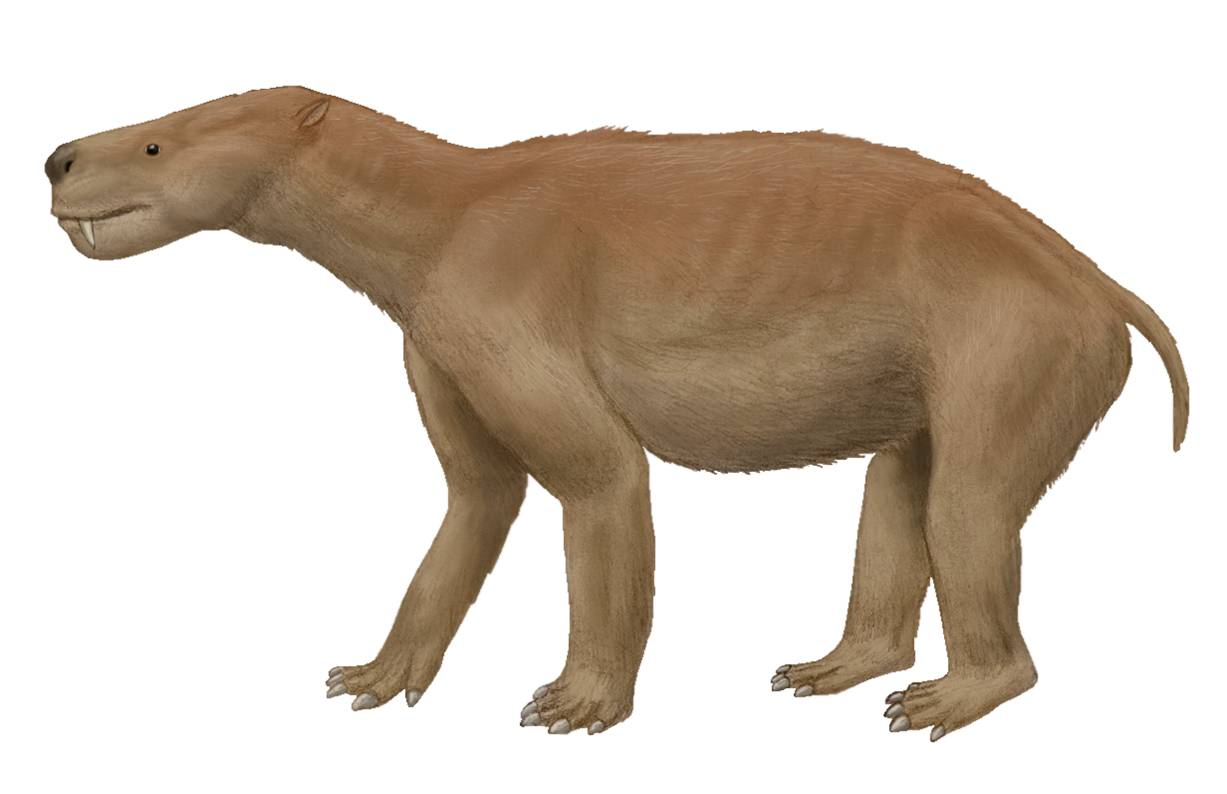
Exempel på däggdjur under tidig paleogen (titanoides)